# Репресор (генетика)
Репресор  — фактор транскрипції, який регулює один або більше генів, зменшуючи швидкість транскрипції. Блокування експресії генів називається репресією.
Білки-репресори кодуються генами, які називають регуляторними. Репресори зв'язуються з ділянками ДНК на початку гену, операторами, у такий спосіб запобігаючи зв'язуванню з ним РНК-полімерази та синтезу нею мРНК. Іноді індуктор, молекула, що сигналізує початок експресії гена, може взаємодіяти із репресором, змушуючи його відділитися від ДНК та дозволити синтез мРНК. Корепресори(інгібітори репресії генів), навпаки, зв'язуються з репресорами, примушуючи їх щільніше зв'язуватися з ДНК, ще більше зменшуючи транскрипцію.
| ДНК | Це незавершена стаття з генетики. Ви можете допомогти проєкту, виправивши або дописавши її. |